# 어셔가의 몰락

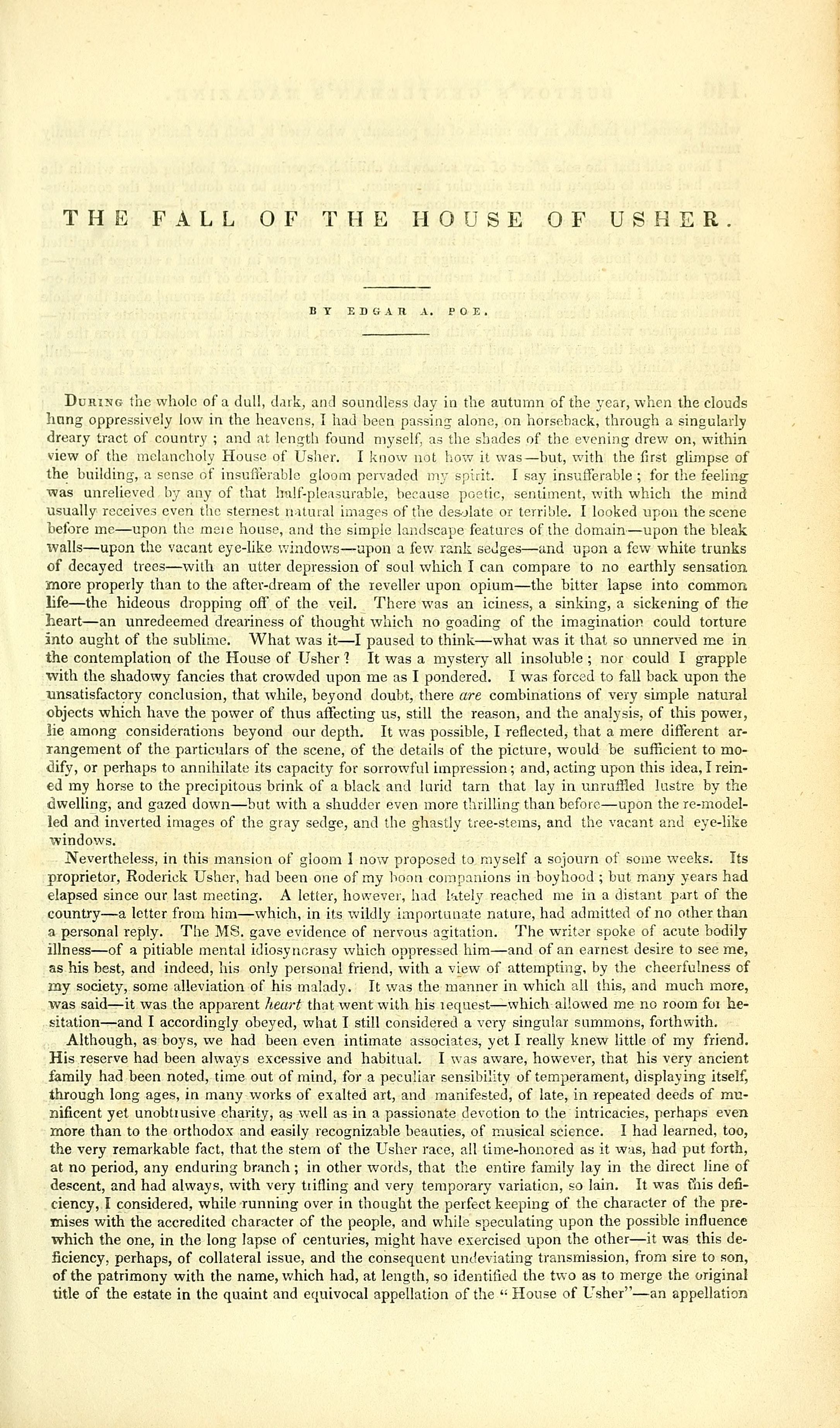

어셔가의 몰락(The Fall of the House of Usher)은 포의 산문시적인 공포와 환상의 단편소설이다. 달빛, 늪, 어셔가(家)의 건물, 건물 내부의 가구 등 묘사가 주인공 로더릭 어셔의 정신 붕괴 과정과 호응하도록 치밀하게 계산한 분위기를 자아내고 있다. 포가 지성으로 파악한 세계를 배격하고 상상력으로 하나의 진실을 파악하려 했던 시도라 볼 수 있다.